# Anthemiphyllia spinifera
Anthemiphyllia spinifera is een rifkoralensoort uit de familie van de Anthemiphylliidae. De wetenschappelijke naam van de soort is voor het eerst geldig gepubliceerd in 1999 door Cairns.